# Wang Zhiyi

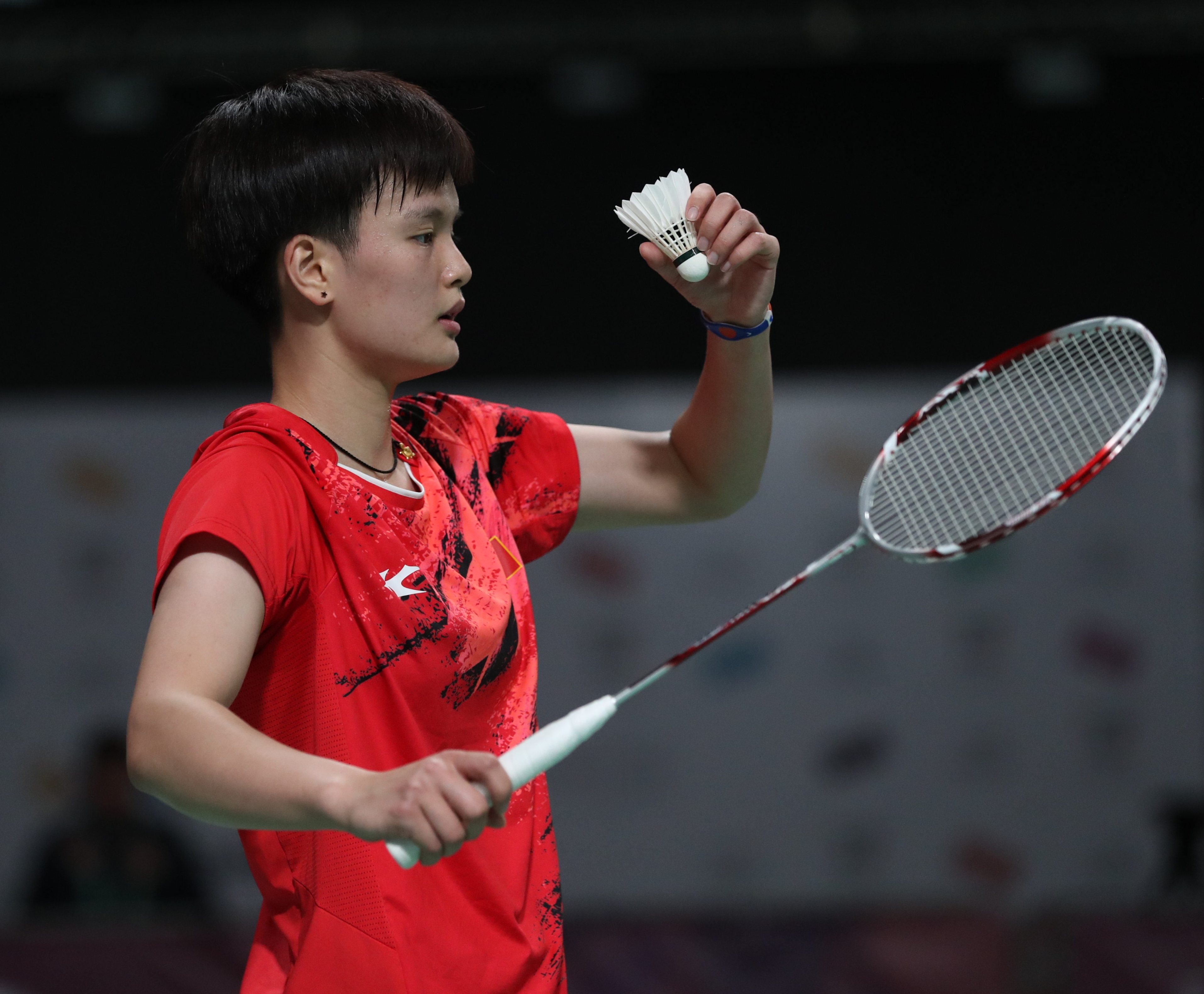
Wang bei den Olympischen Sommer-Jugendspielen 2018

Wang Zhiyi (chinesisch 王祉怡, Pinyin Wáng Zhǐyí; * 29. April 2000 in Jingzhou, Hubei) ist eine chinesische Badmintonspielerin.

## Karriere
Wang begann 2005 an einer Sportschule in Jingzhou Badminton zu spielen. Ab 2013 war sie Teil des Provinzteams, ab 2016 Mitglied der chinesischen Nationalmannschaft. Ihr internationales Debüt gab sie bei den Chinese International 2016 und erreichte bei der Austragung des Turniers 2017 das Endspiel im Dameneinzel. Neben dem Sieg bei den Korea Juniors 2017 war Wang bei den Juniorenmannschaftsweltmeisterschaften 2017 Teil der chinesischen Auswahl, die den Titel gewinnen konnte. Im nächsten Jahr gewann sie mit den Malaysia International 2018 ihren ersten Wettkampf im Erwachsenenbereich. Bei den Juniorenweltmeisterschaften 2018 verteidigte sie mit der chinesischen Nationalmannschaft den Titel und erspielte sich im Dameneinzel die Bronzemedaille, nachdem sie gegen die Malaysierin Goh Jin Wei im Halbfinale unterlag. Wang vertrat ihr Land bei den Olympischen Jugend-Sommerspielen 2018 in Buenos Aires und konnte ins Finale einziehen, wo sie erneut gegen Goh verlor. Im gleichen Jahr konnte sie bei den Asiatischen Juniorenmeisterschaften im Einzel und mit dem Team siegen und bei drei weiteren internationalen Nachwuchsturnieren triumphieren.
2019 konnte Wang drei Turniere der BWF World Tour gewinnen, die US Open 2019, die Indonesian Masters 2019 und die Dutch Open 2019. Außerdem konnte sie ihren Titel bei den Malaysia International 2019 verteidigen und bei den Austrian International 2019 und Belarus International 2019 siegen. Zwei Jahre später trat Wang beim Uber Cup 2020 an, der Mannschaftsweltmeisterschaft der Damen. Mit drei ungeschlagenen Spielen trug sie zum 15. Titelgewinn der chinesischen Nationalmannschaft bei. Bei den Chinesischen Meisterschaften kam sie auf den zweiten Platz. 2022 setzte sie sich gegen die amtierende Weltmeisterin Akane Yamaguchi im Endspiel der Asienmeisterschaften durch und scheiterte bei den Indonesia Open im Endspiel an Tai Tzu-ying. Mit dem Nationalteam wurde Wang beim Uber Cup Vizemeisterin.

## Sportliche Erfolge
| Jahr | Veranstaltung                       | Platz | Disziplin   |
| ---- | ----------------------------------- | ----- | ----------- |
| 2017 | Juniorenweltmeisterschaft 2017      | 1.    | Mannschaft  |
| 2017 | Korea Juniors 2017                  | 1.    | Dameneinzel |
| 2018 | Juniorenweltmeisterschaft 2018      | 1.    | Mannschaft  |
| 2018 | Juniorenweltmeisterschaft 2018      | 3.    | Dameneinzel |
| 2018 | Olympische Jugend-Sommerspiele 2018 | 2.    | Dameneinzel |
| 2018 | Juniorenasienmeisterschaft 2018     | 1.    | Mannschaft  |
| 2018 | Juniorenasienmeisterschaft 2018     | 1.    | Dameneinzel |
| 2018 | Dutch Juniors 2018                  | 1.    | Dameneinzel |
| 2018 | Indonesia Juniors 2018              | 1.    | Dameneinzel |
| 2018 | Thailand Juniors 2018               | 1.    | Dameneinzel |

| Jahr | Veranstaltung                   | Platz | Disziplin   |
| ---- | ------------------------------- | ----- | ----------- |
| 2017 | Chinese International 2017      | 2.    | Dameneinzel |
| 2017 | Chinesische Nationalspiele 2017 | 2.    | Mannschaft  |
| 2018 | Malaysia International 2018     | 1.    | Dameneinzel |
| 2018 | Chinesische Meisterschaft 2018  | 3.    | Dameneinzel |
| 2019 | US Open 2019                    | 1.    | Dameneinzel |
| 2019 | Indonesian Masters 2019         | 1.    | Dameneinzel |
| 2019 | Dutch Open 2019                 | 1.    | Dameneinzel |
| 2019 | Canada Open 2019                | 2.    | Dameneinzel |
| 2019 | Malaysia International 2019     | 1.    | Dameneinzel |
| 2019 | Austrian International 2019     | 1.    | Dameneinzel |
| 2019 | Belarus International 2019      | 1.    | Dameneinzel |
| 2020 | Chinesische Meisterschaft 2020  | 2.    | Dameneinzel |
| 2021 | Uber Cup 2020                   | 1.    | Mannschaft  |
| 2021 | Chinesische Nationalspiele 2021 | 3.    | Dameneinzel |
| 2022 | Uber Cup 2022                   | 2.    | Mannschaft  |
| 2022 | Asienmeisterschaft 2022         | 1.    | Dameneinzel |
| 2022 | Indonesia Open 2022             | 2.    | Dameneinzel |